# Diego Clavero y Zafra

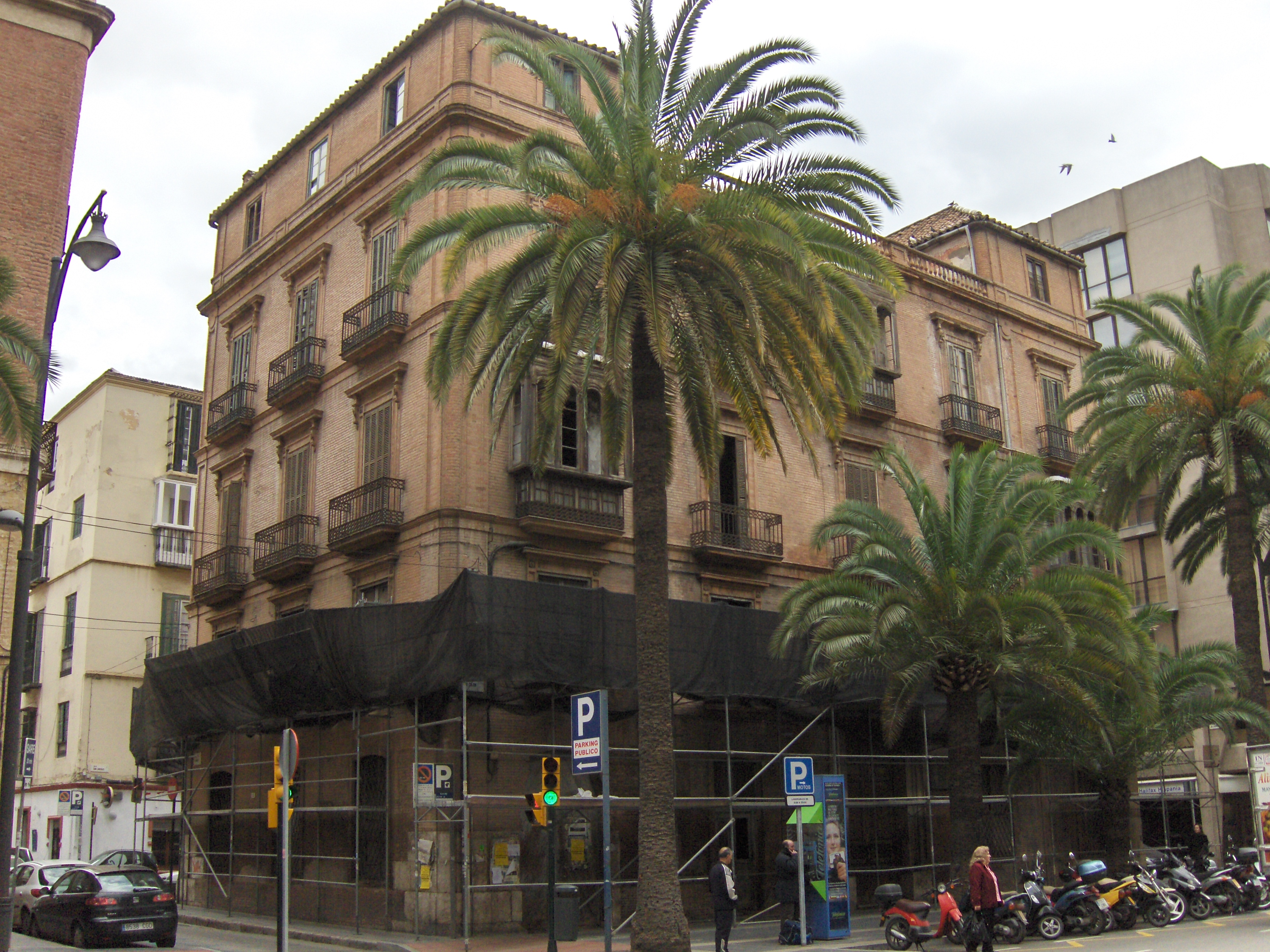
Nº 7 de la Alameda de Colón, obra de 1864 de Diego Clavero y Zafra.

Diego Clavero y Zafra (1788 - 1874) fue un prolífico maestro de obras español que centró su actividad en la ciudad de Málaga. Estudio en la Real Academia de San Fernando y en 1832 comienza su actividad profesional. Entre sus obras más conocidas destacan la portada del cementerio inglés y el Asilo de las Hermanitas de los Pobres. También realizó algunos panteones del cementerio de San Miguel y se le atribuyen las obras de renovación del Cortijo Colmenares. 